# Eric al II-lea al Norvegiei
Eric Magnusson - în norvegiană: Eiríkr Magnússon - (n. 4 octombrie 1268, Norvegia – d. 15 iulie 1299, Bergen, Danemarca-Norvegia) a fost regele Norvegiei din 1280 până în 1299.
Eric a fost cel mai mare fiu supraviețuitor al regelui Magnus al VI-lea al Norvegiei și a soției sale, Ingeborg Eriksdatter, fiica regelui Eric IV din Danemarca. În 1273, când el avea cinci ani, i s-a acordat titlul de rege, guvernând alături de tatăl său care panificase să organizeze o încoronare pentru el în vara anului 1280. Cu toate acestea, regele Magnus a murit înainte ca acest lucru să se întâmple iar Eric a devenit singurul rege și a fost încoronat în Bergen în vara anului 1280. În timpul minorității sale, regatul a fost condus de către un consiliu regal format din baroni proeminenți și de mama sa, regina văduvă Ingeborg. După ce Eric a ajuns la vârsta majoratului în 1282, acest consiliu regal încă avea influența majoră asupra domniei sale. Fratele său, Haakon, i s-a dat în 1273 titlul de Duce al Norvegiei, și din 1280 a condus o zonă mare din jurul orașului Oslo în Norvegia de est și Stavanger, în sud-vest, fiind subordonat regelui Eric. Reședința principală a regelui a fost în Bergen în Norvegia de vest.
O caracteristică importantă a domniei lui Eric a fost războiul cu Danemarca, care a fost purtat și oprit între 1287 până în 1295. O motivație majoră pentru acest război a fost cererea lui Eric a moștenirii mamei sale daneze. În 1287 el a intrat într-o alianță cu un grup de nobili danezi care fuseseră proscriși în Danemarca pentru asasinarea regelui danez Eric al V-lea. Eric însuși a condus o mare flotă norvegiană care, împreună cu haiducii danezi, a atacat Danemarca în 1289, arzând Elsinore și amenințând Copenhaga. Atacurile navale asupra Danemarcei au fost făcute din nou în 1290 și 1293, înainte ca pacea să fie făcută în 1295.

## Căsătoria și copii
Eric s-a căsătorit cu Principesa Margareta a Scoției, fiica regelui Alexandru al III-lea al Scoției, în Bergen în 1281. Margareta a murit doi ani mai târziu după ce a născut, dând naștere Margaretei, Fecioara Norvegiei, care avea să devină regina Scoției în 1286.
Eric s-a căsătorit mai târziu cu Isabela Bruce, sora regelui Robert I al Scoției. Căsătoria lor nu a produs nici un moștenitor de sex masculin care să supraviețuiască, deși a produs o fiică, Ingeborg Eriksdottir din Norvegia.
Eric a fost succedat de fratele său Haakon al V-lea al Norvegiei. A fost înmormântat la catedrala veche din Bergen, care a fost demolată în 1531.